# Pasquale Panella
Pasquale Panella (* 12. ledna 1950 Řím, Itálie) je italský spisovatel, dramatik, básník a prozaik.

## Život a kariéra
Panella se narodil v Římě. Po absolvování učitelského institutu zahájil svou kariéru jako autor a herec avantgardního divadla. Jeho texty se objevily v novinách, časopisech a dalších knihách. Působil také ve filmu, televizi, rozhlase a při veřejných čteních. Jeho literární činnost je bohatá. Jeho díla jsou postupně znovu vydávána nakladatelstvím SPedizioni, které založil spolu se svým synem Silvano. Panella si vybudoval významnou kariéru jako autor knih a vyznačuje se poetickým a experimentálním stylem.
La Corazzata je surrealistický román, který se celý odehrává na válečné lodi zakotvené u pobřeží Sorrentského zálivu. Loď, která symbolicky odkazuje na Křižník Potěmkin, se stává jevištěm života a vyprávění, kde hlavní postava Duchesca interaguje s nezapomenutelnými postavami, jako jsou kuchař, Santini a Aurelia. Román mísí prvky filmu, poezie, divadla a reality, čímž vytváří dílo, které je zároveň milostným i válečným příběhem, plným obléhání, tance, požárů a dlouhých monologů, které se řadí jako velká romantická báseň.
Jeho literární díla zkoumají evokativní sílu jazyka, často narušují tradiční narativní struktury. V jeho knihách, například v Poema Bianco, se objevují sofistikované slovní hříčky spolu s jedinečnou citlivostí pro psané slovo, které se přetváří do nepřetržitého proudu obrazů a významů. Jeho psaní, někdy hermetické a jindy ironické, vytváří textový vesmír odrážející jeho pohled na svět, kde se hranice mezi poezií a prózou rozpouští, což čtenáři nabízí ponořující a originální zážitek. 
Napsal také texty mnoha písní pro interprety, jako jsou Enzo Carella, Lucio Battisti, Amedeo Minghi, Zucchero, Mina, Mango, Premiata Forneria Marconi, Gianni Morandi, Angelo Branduardi, Marcella Bella, Anna Oxa, Mietta, Sergio Cammariere, Mino Reitano, Marco Armani, Massimo Ranieri, Edoardo Vianello, Gianna Nannini, Adriano Celentano. Spolupracoval také s Riccardo Cocciante. na italských verzích divadelních muzikálů Notre-Dame de Paris a Giulietta e Romeo.

## Literární díla

### Próza
- La Corazzata, Řím, Minimum fax, 1997. ISBN 88-86568-29-0.
- Oggetto d'amore, Řím, Minimum fax, 1998. ISBN 88-86568-52-5.
- Il Voce, Řím, SPedizioni, 2020. ISBN 979-12-80095-01-5.
- La Terza Palla, Řím, SPedizioni, 2020. ISBN 979-12-80095-05-3.
- Primo Foglio, Řím, SPedizioni, 2021. ISBN 979-12-80095-09-1.
- Secondo Foglio, Řím, SPedizioni, 2021. ISBN 979-12-80095-11-4.
- Terzo Foglio, Řím, SPedizioni, 2022. ISBN 979-12-80095-18-3.
- Quarto Foglio, Řím, SPedizioni, 2022. ISBN 979-12-80095-20-6.
- Romanzo in corso, Řím, SPedizioni, 2024. ISBN 979-12-80095-43-5.

### Poezie
- Stupido Terremoto, Řím, Librauser, 1997; Řím, SPedizioni, 2022.
- Savarin-Sade, Řím, I figli belli, 2005.
- Poema bianco, Řím, IriEd, 2008; Turín, Miraggi Edizioni, 2017. ISBN 978-88-99815-54-7; Řím, SPedizioni, 2017. ISBN 978-88-941517-3-2.
- "La piazza, vie di entrata e vie di uscita", v Giampiero Castellotti, Piazze in piazza, Řím, SPedizioni, 2016. ISBN 978-88-941517-0-1.
- "Impronte di lettura della mano", v Lucio Saviani, Mani, Fefè, 2017. ISBN 978-88-95988-94-8.
- "Il gioco del mondo", v Lucio Saviani, Ludus Mundi, Moretti e Vitali, 2017. ISBN 978-88-7186-672-7.
- Naso, Řím, Fefè editore, 2018. ISBN 978-88-94947021.
- Mistrà, Řím, SPedizioni, 2020. ISBN 978-88-941517-8-7.
- "Versi accorati", v Mojmir Jezek, Del Cuore, Core edizioni, 2020. ISBN 978-88-945678-0-9.
- Mi chiamo Arianna, Řím, SPedizioni, 2021. ISBN 979-12-80095-14-5.
- Poezie v Morgan, Parole d'aMorgan, Baldini e Castoldi, 2022.
- Naso e più, Řím, SPedizioni, 2022. ISBN 979-12-80095-16-9.